# Malakichthys wakiyae
Malakichthys wakiyae Jordan & Hubbs, 1925 è un pesce osseo marino appartenente alla famiglia Acropomatidae, diffuso nell'oceano Pacifico. L'epiteto specifico wakiyae prende il nome da Yojiro Wakiya, che ottenne l'olotipo.

## Descrizione
Presenta un corpo compresso lateralmente dalla colorazione generalmente grigiastra; non supera i 15 cm. Il ventre è pallido, la bocca è rivolta verso l'alto, e come in molte altre specie del genere Malakichthys sono presenti due spine sul mento. È molto simile a Malakichthys griseus, di cui in passato è stato considerato un sinonimo, ma se ne distingue per la morfologia della pinna anale.

## Biologia

### Alimentazione
Si nutre principalmente di crostacei bentonici e piccoli pesci ossei.

### Riproduzione
Non ci sono cure verso le uova; le larve sono planctoniche.

## Distribuzione e habitat
È diffuso nel Mar Cinese Orientale, da Taiwan alla costa pacifica del sud del Giappone; vive fino a 200 m di profondità. Il locus typicus è la baia di Kagoshima.

## Pesca
È catturato con reti a strascico nel sud-est del Giappone (Kyūshū, Honshū). Viene spesso venduto insieme ad altre specie di Malakichthys ed è apprezzato sia alla griglia che in zuppa.